# Pantopipetta capensis
Pantopipetta capensis is een zeespin uit de familie Austrodecidae. De soort behoort tot het geslacht Pantopipetta. Pantopipetta capensis werd in 1946 voor het eerst wetenschappelijk beschreven door Barnard. 